# منارة ونمر
سفينة منارة ونمر هي ناقلة نفط مُسجَّلة في هونغ كونغ، والتي تم الاستيلاء عليها في تشرين الثاني (نوفمبر) 2017، بسبب الاشتباه بانتهاكها لعقوبات الأمم المتحدة ضد كوريا الشمالية بتزويدها بالنفط.

## طالِع أيضًا
- كوتي